# Apostolisches Vikariat San Miguel de Sucumbíos
Das Apostolische Vikariat San Miguel de Sucumbíos (lateinisch Apostolicus Vicariatus Sancti Michaëlis de Sucumbios) ist ein in Ecuador gelegenes römisch-katholisches Apostolisches Vikariat mit Sitz in Lago Agrio. Es umfasst die Provinz Sucumbíos.

## Geschichte
Papst Pius XI. gründete die Apostolische Präfektur San Miguel de Sucumbíos am 16. April 1924. Am 2. Juli 1984 wurde sie zum Apostolischen Vikariat erhoben.

## Ordinarien

### Apostolische Präfekte von San Miguel de Sucumbíos
- Pacifico del Carmine OCD (21. Mai 1937–1954)
- Manuel Gomez Frande OCD (18. November 1955–1968)
- Gonzalo López Marañón OCD (26. Juni 1970 – 2. Juli 1984)

### Apostolische Vikare von San Miguel de Sucumbíos
- Gonzalo López Marañón OCD (2. Juli 1984 – 30. Oktober 2010)
- Celmo Lazzari CSJ (21. November 2013 – 23. Oktober 2024, dann Apostolischer Vikar von Napo)
- Moacir Goulart de Figueredo MSC (seit 23. Oktober 2024)